# Tarbes Challenger
Il Tarbes Challenger è stato un torneo professionistico di tennis giocato su campi in terra rossa. Faceva parte dell'ATP Challenger Series. Si giocava annualmente a Tarbes in Francia.

## Albo d'oro

### Singolare
| Anno | Campione        | Finalista     | Punteggio |
| ---- | --------------- | ------------- | --------- |
| 1987 | Pedro Rebolledo | Ronald Agénor | 6–3, 6–4  |
| 1988 | Eduardo Osta    | Jesús Colás   | 7–6, 6–4  |

### Doppio
| Anno | Campioni                          | Finalisti                     | Punteggio |
| ---- | --------------------------------- | ----------------------------- | --------- |
| 1987 | Yahiya Doumbia Thierry Pham       | Roberto Azar Marcelo Ingaramo | 7–6, 6–4  |
| 1988 | João Cunha e Silva Jörgen Windahl | Eduardo Furusho César Kist    | 6–2, 6–1  |